# زبان گنجشک
زبان گنجشک، ون، بنو (نام علمی: Fraxinus syriaca) مترادف 
(Fraxinus rotundifolia miller subsp.rotundifolia) یکی از گونه‌های گیاهان گلدار از راسته نعناسانان است.
به خاطر شکل میوه‌های درخت است که نام «زبان گنجشک» را برایش برگزیده‌اند. میوه‌های خشک و بیضی شکلی که کمی نوک تیز می‌شوند و شبیه زبانِِ گنجشک هستند.
میوه زبان گنجشک «سامار» نیز نامیده می‌شود.